# Mimudea africalis
Mimudea africalis là một loài bướm đêm trong họ Crambidae.